# میدان بابا گورگور
میدان بابا گورگور (به کردی: بابه گوڕگوڕ) (به عربی: بابا كركر) از میادین نفتی عراق است، که در نزدیکی شهر کرکوک قرار دارد. این میدان در سال ۱۹۲۷ به عنوان نخستین میدان نفتی منطقه شمال عراق کشف شد و تا سال ۱۹۴۸ که میدان نفتی غوار در عربستان سعودی کشف گردید، به‌عنوان بزرگترین میدان نفتی جهان به‌شمار می‌آمد.